# Crazy Ex-Girlfriend (1.ª temporada)
A primeira temporada de Crazy Ex-Girlfriend estreou na The CW em 12 de outubro de 2015 e terminou em 18 de abril de 2016. A temporada consiste em 18 episódios e estrelado por Rachel Bloom como Rebecca Bunch, uma jovem advogada que, de repente, deixa sua carreira de sucesso para buscar sua antiga paixão, Josh Chan, na esperança de encontrar a verdadeira felicidade. É co-estrelado por Vincent Rodriguez III, Santino Fontana, Donna Lynne Champlin, Pete Gardner e Vella Lovell.

## Elenco
Principal
- Rachel Bloom como Rebecca Bunch
- Vincent Rodriguez III como Josh Chan
- Santino Fontana como Greg Serrano
- Donna Lynne Champlin como Paula Proctor
- Pete Gardner como Darryl Whitefeather
- Vella Lovell como Heather Davis

Recorrente
- Gabrielle Ruiz como Valencia Perez
- David Hull como Josh Branco
- Erick Lopez como Hector
- Gina Gallego como a Sra. Hernandez
- Steve Monroe como Scott Proctor
- Zayne Emory como Brendan Proctor
- Steele Stebbins como Tommy Proctor
- Rene Gube como pai de Joseph
- Tovah Feldshuh como Naomi Bunch
- Ava Acres como a jovem Rebecca
- Amy Hill como Lourdes Chan
- Johnny Ray Meeks como Kevin
- Michael Hyatt como o Dr. Noelle Akopian
- Michael McMillian como Tim

Paul Welsh como Trent Maddock
- Stephnie Weir como Karen
- Burl Moseley como Jim
- Jacob Guenther como Chris
- John Allen Nelson como Silas Bunch
  - Jay Huguley interpreta Silas Bunch como jovem em flashbacks.
- Robin Thomas como Marco Serrano
- Rachel Grate como Audra Levine
- Alberto Issac como Joseph Chan
- Tess Paras e Coryn Mabalot como Jayma e Jastenity Chan
- Benjamin Siemon como Brody
- Hunter Stiebel como Marty
- Michael Hitchcock como Bert
- Cedric Yarbrough como Calvin Young
- John Yuan e Matthew Yuan como Ben e David

Convidado
- Danny Jolles como George
- Esther Povitsky como Maya
- Olivia Edward como Madison Whitefeather
- Sofia Marie Gonzales como aliada
- Eugene Cordero como Alex

Dan Gregor como Dr. Roth
- Roshon Fegan como Nguyen
- Phil McGraw como ele mesmo
- Amber Riley e Ricki Lake como os fantasmas do sonho
- BJ Novak como ele mesmo
- Lea Salonga como tia Myrna

## Episódios
Cada música listada é cantada por Rebecca, exceto as entre parênteses.
| N.º na série | N.º na temp. | Título                                              | Dirigido por             | Escrito por                        | Exibição original       | Audiência (milhões) |
| --- | ------------ | --------------------------------------------------- | ------------------------ | ---------------------------------- | ----------------------- | ------------------- |
| 1 | 1            | "Josh Just Happens to Live Here!"                   | Marc Webb                | Rachel Bloom & Aline Brosh McKenna | 12 de outubro de 2015   | 0.90                |
| Músicas: "West Covina"; "The Sexy Getting Ready Song"; "West Covina (Reprise)" (cantado por Rebecca e Paula) |              |                                                     |                          |                                    |                         |                     |
| 2 | 2            | "Josh's Girlfriend Is Really Cool!"                 | Don Scardino             | Rachel Bloom & Aline Brosh McKenna | 19 de outubro de 2015   | 0.79                |
| Músicas: "I'm So Good At Yoga" (cantado por Valencia); "Feeling Kinda Naughty" |              |                                                     |                          |                                    |                         |                     |
| 3 | 3            | "I Hope Josh Comes to My Party!"                    | Tamra Davis              | Rachel Bloom & Aline Brosh McKenna | 26 de outubro de 2015   | 0.67                |
| Músicas: "Face Your Fears" (cantada por Paula); "I Have Friends" (cantado por Rebecca e a jovem Rebecca (Ava Acres); "A Boy Band Made Up of Four Joshes" (cantado por Josh) |              |                                                     |                          |                                    |                         |                     |
| 4 | 4            | "I'm Going on a Date with Josh's Friend!"           | Stuart McDonald          | Erin Ehrlich                       | 2 de novembro de 2015   | 0.95                |
| Músicas: "Sex With A Stranger"; "Settle For Me" (cantado por Greg); "Settle For Him" |              |                                                     |                          |                                    |                         |                     |
| 5 | 5            | "Josh and I Are Good People!"                       | Alex Hardcastle          | Michael Hitchcock                  | 9 de novembro de 2015   | 0.95                |
| Músicas: "I Love My Daughter (But Not in a Creepy Way)" (cantado por Darryl); "I'm A Good Person"; "I'm a Good Person (Reprise)" (expressado pela Sra. Hernandez) |              |                                                     |                          |                                    |                         |                     |
| 6 | 6            | "My First Thanksgiving with Josh!"                  | Joanna Kerns             | Rene Gube                          | 16 de novembro de 2015  | 0.89                |
| Músicas: "I Give Good Parent" (cantado por Rebecca e Sra. Chan); "What'll It Be?" (cantado por Greg) |              |                                                     |                          |                                    |                         |                     |
| 7 | 7            | "I'm So Happy that Josh Is So Happy!"               | Lawrence Trilling        | Sono Patel                         | 23 de novembro de 2015  | 0.88                |
| Músicas: "Sexy French Depression"; "His Status Is Preferred" (cantado por Paula); "Sexy Gonna Do It Song" (cantado por Calvin) |              |                                                     |                          |                                    |                         |                     |
| 8 | 8            | "My Mom, Greg's Mom and Josh's Sweet Dance Moves!"  | Steven Tsuchida          | Rachel Specter & Audrey Wauchope   | 30 de novembro de 2015  | 1.0                 |
| Músicas: "Where's the Bathroom?" (cantado por Naomi); "California Christmastime" (cantado pelo elenco) |              |                                                     |                          |                                    |                         |                     |
| 9 | 9            | "I'm Going to the Beach with Josh and His Friends!" | Kenny Ortega             | Dan Gregor & Doug Mand             | 25 de janeiro de 2016   | 0.88                |
| Músicas: "I Have Friends (Reprise)"; "Women Gotta Stick Together" (cantado por Valencia); "Sugar"; "West Covina (II Reprise)" (cantado poe Rebecca e Josh) |              |                                                     |                          |                                    |                         |                     |
| 10 | 10           | "I'm Back at Camp with Josh!"                       | Michael Schultz          | Jack Dolgen                        | 1 de fevereiro de 2016  | 0.97                |
| Músicas: "Dear Joshua Felix Chan"; "Having a Few People Over" (cantado por Darryl); "Put Yourself First" (cantado pelos adolescentes do acampamento) |              |                                                     |                          |                                    |                         |                     |
| 11 | 11           | "That Text Was Not Meant for Josh!"                 | Daisy von Scherler Mayer | Elisabeth Kiernan Averick          | 8 de fevereiro de 2016  | 1.02                |
| Músicas: "Textmergency" (cantado pelos advogados); "Where Is the Rock?" (cantado pelos advogados); "You Stupid Bitch" |              |                                                     |                          |                                    |                         |                     |
| 12 | 12           | "Josh and I Work on a Case!"                        | Steven Tsuchida          | Rachel Bloom & Aline Brosh McKenna | 22 de fevereiro de 2016 | 0.92                |
| Músicas: "Group Hang" (cantado por amigos de Rebecca e Josh), "Romantic Moments"; "Cold Showers" (cantado pelos vizinhos de Rebecca, Paula, Darryl & Josh) |              |                                                     |                          |                                    |                         |                     |
| 13 | 13           | "Josh and I Go to Los Angeles!"                     | Michael Patrick Jann     | Aline Brosh McKenna                | 29 de fevereiro de 2016 | 0.86                |
| Músicas: "JAP Battle" (música rap por Rebecca e Audra (Rachel Grate)); "Flooded with Justice" (cantado pelos reclamantes); "Don't Settle for Me" (cantado por Heather e Greg), "Flooded with Justice (Reprise)" (cantado pelos reclamantes); "Dear Rebecca Nora Bunch" (cantado por Trent) |              |                                                     |                          |                                    |                         |                     |
| 14 | 14           | "Josh Is Going to Hawaii!"                          | Erin Ehrlich             | Sono Patel                         | 7 de março de 2016      | 0.81                |
| Músicas: "Gettin' Bi" (cantado por Darryl); "The Villain in My Own Story" (cantado por Rebecca e Valencia); "Paula's Raccoon Song" (sung by Paula) |              |                                                     |                          |                                    |                         |                     |
| 15 | 15           | "Josh Has No Idea Where I Am!"                      | Steven Tsuchida          | Rachel Bloom & Aline Brosh McKenna | 21 de março de 2016     | 0.71                |
| Músicas: "Dream Ghosts" (cantado por Dr. Akopian & the Dream Ghosts); "The Whale"; "I'm a Blowfish" (cantado por Rebecca & Peter (Jimmy Bellinger) |              |                                                     |                          |                                    |                         |                     |
| 16 | 16           | "Josh's Sister Is Getting Married!"                 | Alex Hardcastle          | Rachel Specter & Audrey Wauchope   | 28 de março de 2016     | 0.86                |
| Músicas: "I Could If I Wanted To" (cantado por Greg); "Clean Up on Aisle Four" (cantado por Marty); "Heavy Boobs" |              |                                                     |                          |                                    |                         |                     |
| 17 | 17           | "Why Is Josh in a Bad Mood?"                        | Joanna Kerns             | Jack Dolgen                        | 11 de abril de 2016     | 0.77                |
| Músicas: "I Gave You a UTI" (cantado por Greg); "Angry Mad" (cantado por Josh); "Oh My God I Think I Like You" |              |                                                     |                          |                                    |                         |                     |
| 18 | 18           | "Paula Needs to Get Over Josh!"                     | Aline Brosh McKenna      | Rene Gube                          | 18 de abril de 2016     | 0.82                |
| Músicas: "After Everything I've Done For You (That You Didn't Ask For)" (cantado por Paula); "One Indescribable Instant" (cantado por tia Myrna (Lea Salonga)) |              |                                                     |                          |                                    |                         |                     |

## Produção e desenvolvimento
A série foi originalmente desenvolvida para a Showtime, e um piloto foi produzido, mas a Showtime optou por não prosseguir com ela em 9 de fevereiro de 2015. A The CW escolheu a série em 7 de maio de 2015 para a temporada de outono de 2015 a 2016. A série foi extensivamente retrabalhada para a The CW, expandindo o formato de série de meia hora para uma hora cheia e ajustando o conteúdo para transmissão de televisão, como o piloto original foi produzido por uma TV cabo de assinatura. Em 5 de outubro de 2015, pouco antes da estréia da série, The CW fez um pedido para cinco scripts adicionais. Em 23 de novembro de 2015, a The CW encomendou mais cinco episódios, aumentando o total para a 1 temporada a 18 episódios.

### Escolha do elenco
Em 30 de setembro de 2014, Santino Fontana, Donna Lynne Champlin, Vincent Rodriguez III e Michael McDonald se juntaram a Rachel Bloom no elenco regular da série. Com a mudança para The CW, a série passou por mudanças de elenco e McDonald deixou o elenco. Logo depois, Vella Lovell e Pete Gardner foram adicionados como regulares; com Lovell no papel de Heather; e Gardner substituindo McDonald no papel de Darryl, o novo chefe de Rebecca.

## Ratings
| №  | Título                                              | Exibição original       | Rating/share (18–49) | Audiência (em milhões) |
| -- | --------------------------------------------------- | ----------------------- | -------------------- | ---------------------- |
| 1  | "Josh Just Happens to Live Here!"                   | 12 de outubro de 2015   | 0.3/1                | 0.90                   |
| 2  | "Josh's Girlfriend Is Really Cool!"                 | 19 de outubro de 2015   | 0.3/1                | 0.79                   |
| 3  | "I Hope Josh Comes to My Party!"                    | 26 de outubro de 2015   | 0.2/1                | 0.67                   |
| 4  | "I'm Going on a Date with Josh's Friend!"           | 2 de novembro de 2015   | 0.3/1                | 0.95                   |
| 5  | "Josh and I Are Good People!"                       | 9 de novembro de 2015   | 0.3/1                | 0.95                   |
| 6  | "My First Thanksgiving with Josh!"                  | 16 de novembro de 2015  | 0.3/1                | 0.89                   |
| 7  | "I'm So Happy that Josh Is So Happy!"               | 23 de novembro de 2015  | 0.3/1                | 0.88                   |
| 8  | "My Mom, Greg's Mom and Josh's Sweet Dance Moves!"  | 30 de novembro de 2015  | 0.3/1                | 1.00                   |
| 9  | "I'm Going to the Beach with Josh and His Friends!" | 25 de janeiro de 2016   | 0.3/1                | 0.88                   |
| 10 | "I'm Back at Camp with Josh!"                       | 1 de fevereiro de 2016  | 0.4/1                | 0.97                   |
| 11 | "That Text Was Not Meant for Josh!"                 | 8 de fevereiro de 2016  | 0.4/1                | 1.02                   |
| 12 | "Josh and I Work on a Case!"                        | 22 de fevereiro de 2016 | 0.3/1                | 0.92                   |
| 13 | "Josh and I Go to Los Angeles!"                     | 29 de fevereiro de 2016 | 0.3/1                | 0.86                   |
| 14 | "Josh Is Going to Hawaii!"                          | 7 de março de 2016      | 0.3/1                | 0.81                   |
| 15 | "Josh Has No Idea Where I Am!"                      | 21 de março de 2016     | 0.2/1                | 0.71                   |
| 16 | "Josh's Sister Is Getting Married!"                 | 28 de março de 2016     | 0.3/1                | 0.86                   |
| 17 | "Why Is Josh in a Bad Mood?"                        | 11 de abril de 2016     | 0.2/1                | 0.77                   |
| 18 | "Paula Needs to Get Over Josh!"                     | 18 de abril de 2016     | 0.3/1                | 0.82                   |

## Trilha sonora
"Crazy Ex-Girlfriend: Original Television Soundtrack (Season 1 - Volume 1)" foi lançado em 19 de fevereiro de 2016 nas versões explícita e limpa. Inclui todas as músicas dos oito primeiros episódios da primeira temporada, juntamente com as demos a cappella de Bloom: "Feeling Kinda Naughty", "I Have Friends", "Settle for Me," e "Sex with a Stranger" bem como a versão demo de Adam Schlesinger de "What'll It Be".
"Crazy Ex-Girlfriend: Original Television Soundtrack (Season 1 - Vol. 2)" foi lançado em 20 de maio de 2016. Inclui todas as músicas dos últimos 10 episódios da primeira temporada, além de demos como "JAP Battle", "I Could If I Wanted To", "Women Gotta Stick Together", "Group Hang", e "You Stupid Bitch".